# 七里川温泉
七里川温泉（しちりがわおんせん）は、千葉県君津市にある温泉。

## 泉質
- 泉質：単純硫黄泉
- 源泉温度：15℃
- 水素イオン指数：7.9

## 温泉施設
日帰り入浴も可能な宿泊施設が1軒存在する。客室は和室を5部屋がある。加水・消毒・循環は一切なく、加温のみ。また日帰り入浴は1150円（大人）。
囲炉裏を囲んで食べる焼き物料理や猪肉などのジビエ料理が名物となっている。周辺には井戸が点在しており、清水が湧き出ている。
小櫃川に位置する温泉地。房総丘陵（上総連山）に囲まれた閑静な自然豊かな渓谷に位置する。渓流ではハヤ・オイカワ釣りが行える。

## 歴史
七里川温泉は、1984年（昭和59年）6月に君津市でオープンした。1995年（平成7年）7月に改築し、露天風呂等を新設した。囲炉裏のある宿として今日まで親しまれている。

## 交通

### 自動車
圏央道木更津東ICより国道410号、国道465号を利用。

### 公共交通機関
- JR久留里線久留里駅、上総亀山駅等から予約制の君津市デマンドタクシーを利用[4]。
- 高速バスにて、久留里駅前、亀山・藤林大橋、君津ふるさと物産館などのバス停から君津市デマンドタクシーを利用。
- 2016年（平成28年）から、紅葉シーズンには市原市、君津市、大多喜町による実証運行として、上総中野駅、養老渓谷駅と久留里駅を結ぶバス「房総さとやまGO」が運行されており、七里川温泉での乗降が可能[5]。